# Parque Natural de Redes

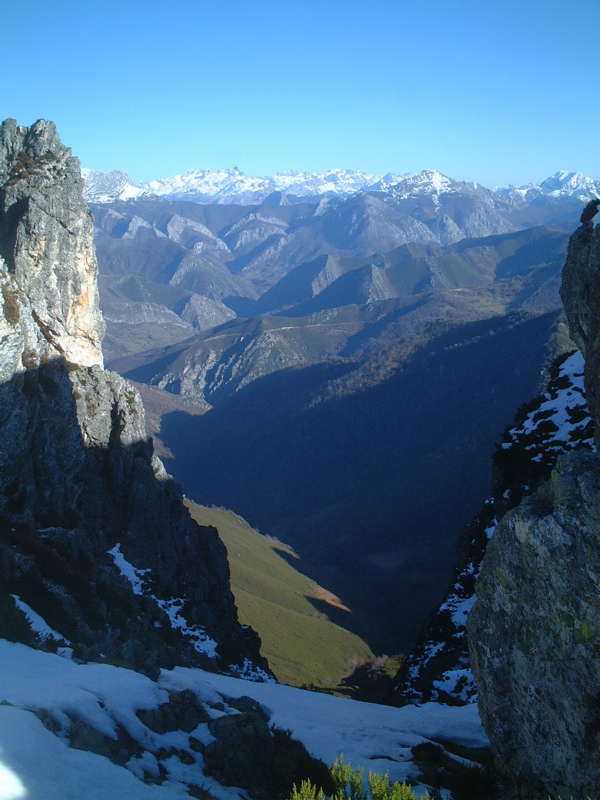
Vista de les muntanyes del Parc.

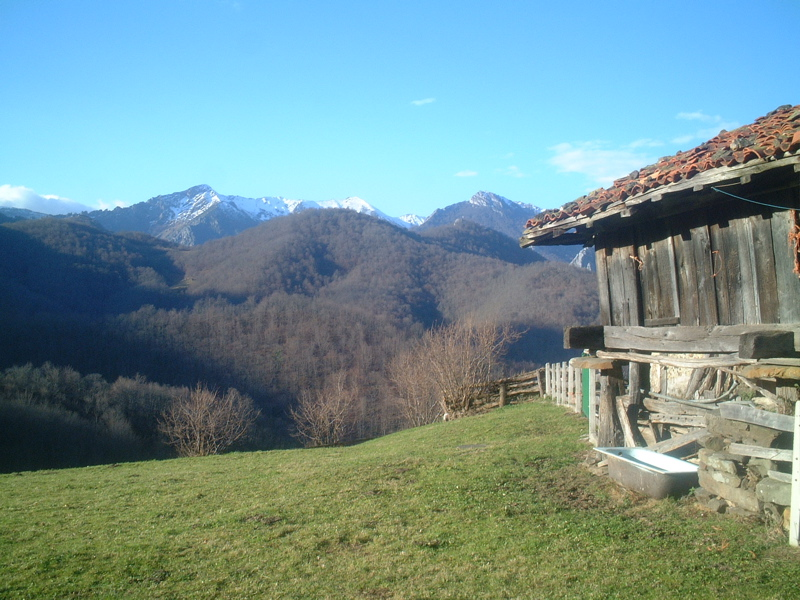
Hórreo al Parc de Redes.

El Parc Natural de Redes està situat al Principat d'Astúries (Espanya). La seva superfície total és 377,36 km², comprenent dos concejos de la regió centre-oriental d'Astúries: Casu, amb 307,94 km² i Sobrescobiu amb 69,42 km². Va ser declarat parc natural el 1996. El setembre de 2001 va ser inclòs per la Unesco a la xarxa mundial de Reserves de la Biosfera.

## Geologia
El parc de Redes pertany a la Unitat de Ponga, a la Regió de Plecs i Mantells de la Zona Cantàbrica, que és el sector més extern del Massís Hespèric al nord-oest de la península.

## Flora
La vegetació està dominada per formacions boscoses de fajos i roures, sobretot en les parts altes de les conques dels rius Nalón, Posi i Sella, on es troben les zones més frondoses que són: Valle moro, Xarxes i Peloño. Existeixen també pel parc zones de pastura i plantacions de castanyer. La introducció d'aquest últim sembla lligada a la florida de la mineria per fer les entibaciones de les mines. De les innombrables espècies vegetals existents al parc a part de les anteriors podem destacar l'existència de grèvol, teix i la Trichomanes speciosum. A la zona del Llac Ubales apareix la falguera jonquera, espècie d'alt valor ecològic que està protegida i que solament es manifesta en la Llacuna de Arbás, al Parc Natural de les Fonts del Narcea i del Ibias. A la zona de les turberes del Bec Vamartín existeix una població de jonc llanut, única existent en tota Astúries. En la resta del parc es poden trobar a més les següents espècies: narcíss, ginebre, brecina, genciana o nabiu. Al Parc Natural de Redes (Astúries), es presenten peus aïllats de pi silvestre autòcton en el seu pis superior.

## Fauna

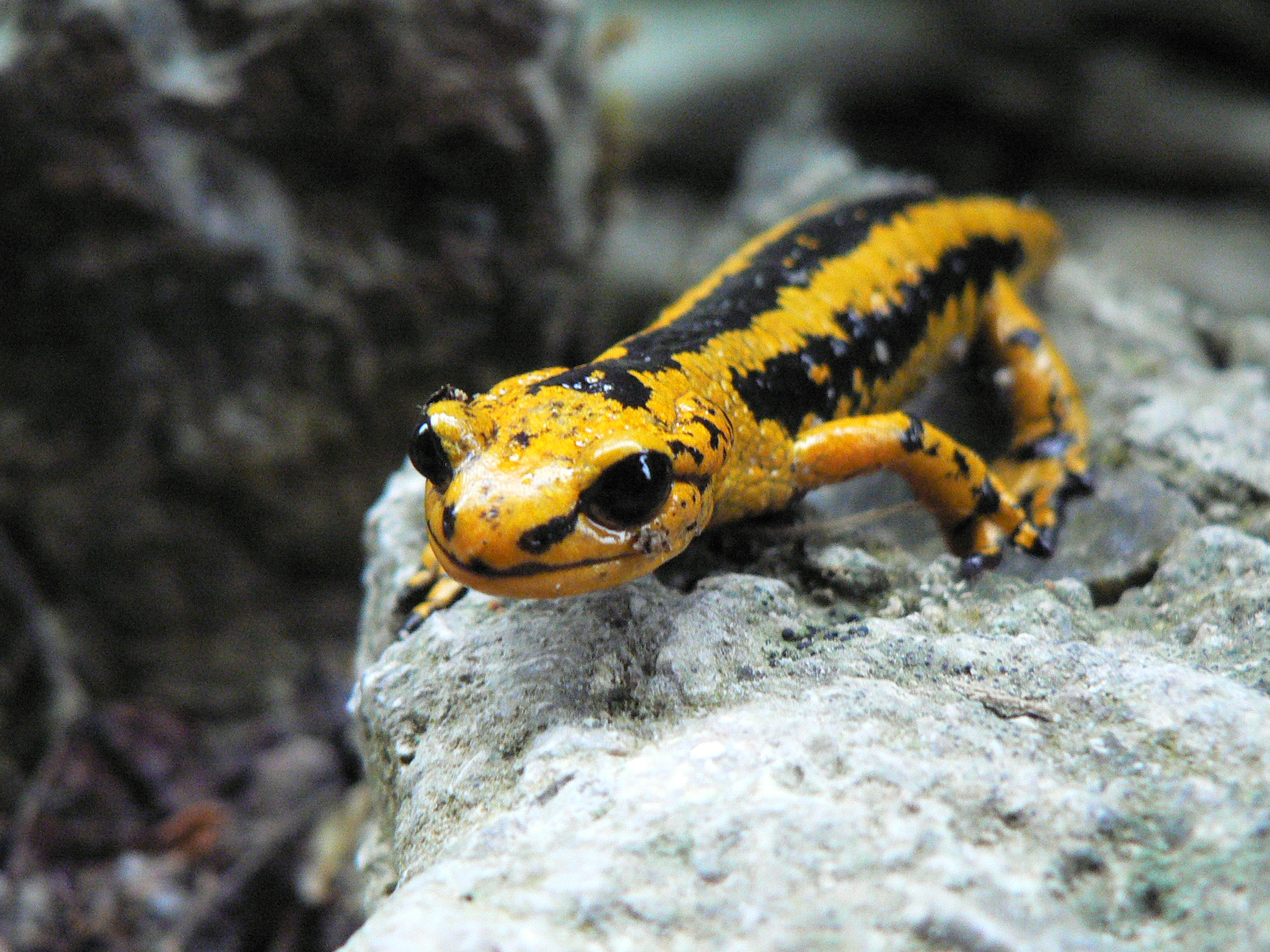
Salamandra al Parc de Redes.

El parc de Redes conserva la major biodiversitat vertebrada d'Astúries.

### Mamífers
L'os cantàbric es troba més o menys habitualment a causa que és el seu límit d'espai per la part oest. Antany la seva presència era habitual segons ho indiquen diferents estudis, però a principis del segle xx va entrar en recessió i gairebé va desaparèixer de la zona. Un altre animal característic és el llop, amb abundants zones de cria. Els isards tenen aquí les majors poblacions existents a Astúries a les muntanyes de Cas i Ponga. La llúdria està present en totes les conques fluvials del parc el que indica la qualitat de l'aigua, ja que és un animal que serveix de referent mediambiental. Dins del parc es poden trobar cérvols, senglars, cabirol i isard. Dins dels animals de menor grandària es pot destacar les llebres europea i de piornal.
Dins de l'activitat ramadera del parc podem destacar la vaca casina o asturiana de les muntanyes, raça catalogada com en perill d'extinció, amb la llet de la qual s'elabora el Formatge Casín.

### Aus
Les aus més importants són el gall fer comú i l'aufrany. Altres aus que habiten al parc són: l'azor, el falcó pelegrí, el bec mitjà i el xiulet negre. Dins de les aus de muntanya es poden destacar la perdiu pardilla, el treparriscos i el pardal alpí.

## Edificacions d'especial interès

### Museu de la fusta
El museu de la fusta d'El Campu, se centra en l'ús i comercialització d'aquest recurs dins dels pobles de la zona.

### Museu de la madreña
El museu de la madreña de Veneros, iniciat per la voluntat d'una associació veïnal i mostra la fabricació i història d'aquest calçat típic.

### Centre de recuperació de fauna
Centre de recuperació de fauna, a la zona del Castrín.

### Centre d'Interpretació
El Centre de Recepció i Interpretació de la Naturalesa, està situat en El Campu. Es tracta d'un edifici situat als afores del poble, que compta amb un sala de conferències, i una petita mostra del parc. En aquest edifici es troben també les oficines administratives del parc.
Existeix també un altre edifici de gran importància relacionat amb el parc. Es tracta d'un aula temàtica sobre l'aigua, la Casa de l'Aigua, situada en Rusecu i amb abundant material didàctic sobre els recursos hídrics del Parc, cal no oblidar que el parc és un dels grans subministradors d'aigua per a consum humà d'Astúries amb la presència de diversos embassaments en els voltants en el denominat eix Tañes-Rusecu que proveeix al 80% de la població d'Astúries.